# 진하상목
진하상목(眞蝦上目,Eucarida)은 십각류와 난바다곤쟁이목 그리고 암피오니데스목 등을 포함하는 갑각류의 상목이다. 이들은 등딱지에 흉각의 모든 체절에 붙어 있고 길쭉한 눈을 지니고 있다는 특징이 있다.

## 하위 분류
- 십각목(Decapoda)
- 난바다곤쟁이목(Euphausiacea)
- 암피오니데스목(Ampionidacea)